# Hochbehälter (Deidesheim)
Der Hochbehälter bei der pfälzischen Kleinstadt Deidesheim ist ein Quellwasserspeicher einer Wasserleitung aus dem Pfälzerwald, die Deidesheim mit Wasser versorgt. Nach dem Denkmalschutzgesetz des Landes Rheinland-Pfalz gilt der Hochbehälter als Kulturdenkmal.

## Lage
Der Hochbehälter liegt etwa einen halben Kilometer südwestlich von Deidesheim an der Mühltalstraße, die von Deidesheim ins Mühltal des Pfälzerwaldes führt. Einige Meter von dem Gebäude entfernt fließt der Weinbach vorbei.

## Geschichte
Abgesehen von einer Wasserleitung aus dem Sensental, die den Andreasbrunnen in Deidesheim mit Wasser speiste, bezog Deidesheim früher sein Wasser zumeist aus Brunnen. Weil dies gegen Ende des 19. Jahrhunderts nicht mehr genügte, wurden Pläne gefasst, Wasser aus dem Gimmeldinger Tal nach Deidesheim zu leiten. Dagegen regte sich allerdings Widerstand der Gemeinden Gimmeldingen und Mußbach. Deshalb wurde zunächst eine Wasserleitung gefertigt, die Wasser aus dem Mühltal nach Deidesheim führte. Diese erste allgemeine Wasserleitung, an die Deidesheim angeschlossen wurde, wurde am 17. Juli 1898 feierlich eingeweiht und in Betrieb genommen.
Da die Kapazität der neuen Wasserleitung sich aber als nicht ausreichend erwies, kamen die Pläne einer Wasserleitung aus dem Gimmeldinger Tal bald wieder auf die Agenda. Dank einer Stiftung von Seraphine von Stichaner, einer Tochter des Deidesheimer Bürgermeisters Ludwig Andreas Jordan, die mit Joseph Philipp von Stichaner verheiratet war, ließen sich die Pläne realisieren. Seraphine von Stichaner stiftete Deidesheim am 7. August 1907 65.000 Reichsmark für den Bau der Wasserleitung. Die neue Wasserleitung konnte schon im Mai 1908 genutzt werden. Heute bezieht Deidesheim sein Wasser großteils durch diese Stichaner-Jordansche Wasserleitung.

## Gebäude
Laut Gebäudeinschrift wurde der Hochbehälter 1898 errichtet. Es ist ein neubarocker Bau aus Sandsteinen, dessen Dach begehbar ist. Links und rechts neben dem Eingang ist je eine bronzene Relieftafel angebracht. Die rechte ist Seraphine von Stichaner gewidmet, die linke Ludwig Bassermann-Jordan, dem Bürgermeister Deidesheims, der im Ersten Weltkrieg gefallen ist. Die Tafeln wurden von der Kunstgießerei Lenz in Nürnberg gefertigt. Bemerkenswert ist die aufwändige Realisierung des Hochbehälters.